# La Unión (Cile)
La Unión è un comune del Cile, capoluogo della provincia di Ranco nella Regione di Los Ríos. Al censimento del 2002 possedeva una popolazione di 39.447 abitanti.

## Società

### Evoluzione demografica
| Censimento del 1992 | Censimento del 2002 |
| 38.740 ab.          | 39.447 ab.          |